# Насовче
Насовче (словен. Nasovče) — поселення в общині Коменда, Осреднєсловенський регіон, Словенія. Висота над рівнем моря: 349,5 м.